# NGC 5814
NGC 5814 est une lointaine galaxie spirale située dans la constellation de la Vierge. Sa vitesse par rapport au fond diffus cosmologique est de 10 729 ± 14 km/s, ce qui correspond à une distance de Hubble de 158 ± 11 Mpc (∼515 millions d'al). NGC 5814 a été découverte par l'astronome britannique John Herschel en 1828.
La classe de luminosité de NGC 5814 est I-II.

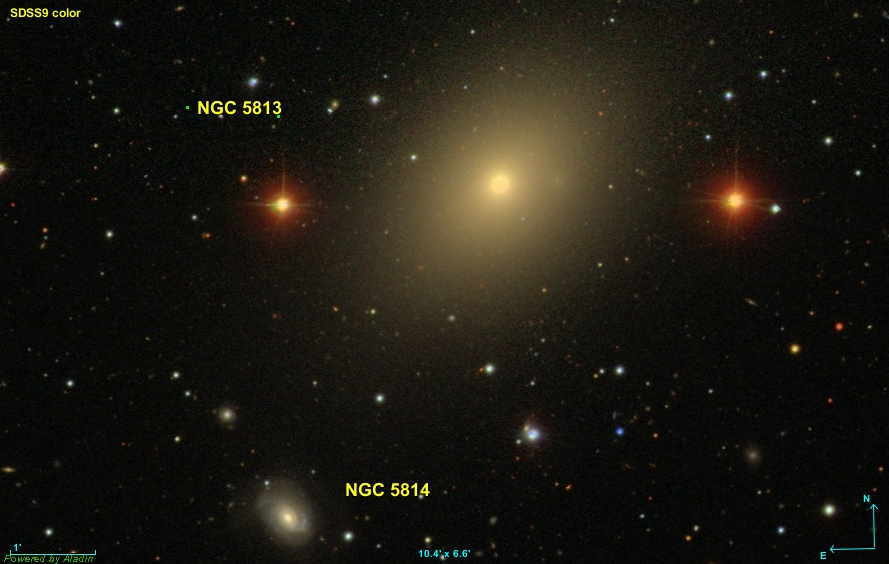
Les galaxies NGC 5813 et NGC 5814.

NGC 5813 et NGC 5814 sont rapprochées sur la sphère céleste, mais elles ne forment pas une paire réelle de galaxies, car NGC 5814 est à plus de 400 millions d'années-lumière plus loin.